# Stefan Flod
Stefan Flod, född 30 april 1985, är tidigare förbundsordförande i ungdomsförbundet Ung pirat under perioden 2007-2011.
Han kommer ursprungligen ifrån Gävle, men har bott och studerat beteendevetenskap och sociologi i Umeå i ett antal år, innan hans uppdrag i Ung Pirat fick honom att flytta till Uppsala i början av 2009. Sedan Ung Pirat fick statsbidrag 2009 är Stefan Flod också arvoderad för sitt uppdrag.
Stefan Flod har också arbetat som ungdomsledare på sommarläger under sin tid i KFUM Umeå och KFUM Uppsala.